# Peștera Măgura
Măgura este o peșteră  situată în județul Bihor, pe teritoriul administrativ al comunei Câmpani.

## Localizare
Peștera se află în partea nord-estică a localității Sighiștel, pe cursul superior al văii Sighiștelului (în apropiere de canionul omonim, la 2 ore de mers pe jos de la ieșirea din sat), în extremitatea sud-vestică a Parcului Natural Apuseni, aproape de drumul național DN75, care leagă orașul Beiuș de Turda.

## Descriere
Peștera Măgura face parte integrantă din rezervația naturală Valea Sighiștelului, arie protejată aflată în Munții Apuseni și reprezintă o cavernă (în abruptul stâng al răului Sighiștel, afluent de dreapta al văii Crișul Băiței) cu o sigură intrare, mai multe galerii (Galeria Valului, Galeria Gururilor, Galeria Urșilor, Galeria Stâlpilor), labirinturi și săli (Sala Mare, Sala Minunilor, Sala Liliecilor) desfășurate pe o lungime de 1.500 m, cu forme concreționare, depozite fosile de mamifere și specii de faună cavernicolă.